# Lewis Arquette
Lewis Michael Arquette (Chicago, 14 de desembre de 1935 – Los Angeles, 10 de febrer de 2001) va ser un actor de cinema, guionista i productor estatunidenc. Arquette va ser conegut principal per interpretar "J.D. Pickett" a la sèrie de televisió The Waltons entre 1978–81.

## Biografia
Arquette va néixer a Chicago, Illinois, essent fill de Mildred Nesbitt Le May i l'actor Cliff Arquette. Estava orgullosament emparentat amb l'explorador Meriwether Lewis, de qui va rebre el nom. Originalment, el seu nom familiar era "Arcouet", provinent d'un origen ancestral parcial francès-canadenc. Així, va formar part de la famosa família Arquette, essent fill de Cliff Arquette i pare dels també actors Patricia, Alexis, Rosanna, David, i Richmond Arquette. És també l'ex-cunyat de l'actriu Courteney Cox i dels actors Thomas Jane i Nicolas Cage. Arquette va aparèixer freqüentment en pel·lícules amb els seus fills.
Mentre vivia a Chicago Arquette va dirigir el teatre The Second City durant diversos anys. El 1970, la família es va desplaçar a una comuna situada a Front Royal, Virgínia. La seva muller, Brenda Olivia "Mardi" (nascuda Nowak), va morir el 1997 de càncer de mama. Ella era jueva i filla d'un refugiat de l'Holocaust de Polònia, mentre que Lewis Arquette va néixer catòlic i es va convertir a l'islam.
Arquette va morir a Los Angeles, Califòrnia, el 2001, a l'edat de 60 i a causa d'un atac de cor.

## Filmografia

### Actor
- Alice - The Second Time Round (1977) TV Episode
- Man from Atlantis - The Naked Montague (1977) TV Episode .... Friar Laurence
- Ruby and Oswald (1978) (TV) ... aka Four Days in Dallas
- Rescue from Gilligan's Island (1978) (TV) .... Judge
- Barney Miller - Wojo's Girl: Part 1 (1979) TV Episode .... Finney
- The China Syndrome (1979) .... Hatcher
- Mrs. Columbo ... aka Kate Columbo (USA) ... aka Kate Loves a Mystery ... aka Kate the Detective - The Valley Strangler (1979) TV Episode .... Howard
- Tenspeed and Brown Shoe - The Sixteen Byte Data Chip and the Brown-eyed Fox (1980) TV Episode
- Pray TV (1980) .... Fred Wilson ... aka K-GOD
- The Waltons .... J.D. Pickett (1978–81) - The Travelling Man (1980) TV Episode .... J.D. Pickett
- Loose Shoes (1980) .... Warden ... aka Coming Attractions ... aka Quackers
- The Jayne Mansfield Story (1980) (TV) .... Publicity Man ... aka Jayne Mansfield: A Symbol of the 50s
- Fantasy Island - High Off the Hog/Reprisal (1981) TV Episode .... Slocumb - The Inventor/On the Other Side (1979) TV Episode .... Fred Waters - Carnival/The Vaudevillians (1978) TV Episode .... Jeff
- The Smurfs (1981) TV Series (veu) .... Additional Voices (1987) ... aka Smurfs' Adventures
- The Incredible Hulk - Triangle (1981) TV Episode .... Les Creaseman
- Simon & Simon - The Dead Letter File (1982) TV Episode .... Matt
- Off the Wall (1983) .... Prison Chaplain
- Remington Steele - Red Holt Steele (1983) TV Episode .... Stuart Thorpe
- Riptide - The Hardcase (1984) TV Episode .... Sidney Gorman
- Matt Houston - Cash and Carry (1984) TV Episode .... City Councilman Roberts
- St. Elsewhere - Cramming (1984) TV Episode .... Judge Ellsworth
- Challenge of the GoBots (1984) TV Series (veu) .... Additional Voices (1985)
- Meitantei Holmes (1984) TV Series .... Dr. Watson/Smiley/Inspector Lestrade (1984-1985)/Additional Voices (1985) (English)... aka Sherlock Hound, the Detective
- E/R - A Cold Night in Chicago (1984) TV Episode (as Louis Arquette) .... Arnie Popkin
- Rocky Road (1985–1986) TV Series .... Lucas
- Rock 'n' Wrestling (1985) TV Series (veu) .... Superfly Jimmy Snuka (animated segments) ... aka Hulk Hogan's Rock 'N' Wrestling (USA: complete title)
- Badge of the Assassin (1985) (TV) .... 1st Foreman
- The Fall Guy - October the 32nd (1985) TV Episode .... Ghost
- Tall Tales & Legends ... aka Shelley Duvall's Tall Tales and Legends (USA: complete title) - Johnny Appleseed (1986) TV Episode .... Jimbo Smith/narrador
- Just Between Friends (1986) .... TV Station Guard
- The Check Is in the Mail (1986) .... Man at pool ... aka The Cheque Is in the Post (UK)
- Sledge Hammer! ... aka Sledge Hammer: The Early Years (USA: second season title) - Witless (1986) TV Episode .... Jacob
- Nobody's Fool (1986, with daughter Rosanna) .... Mr. Fry
- Mama's Family - Fangs a Lot, Mama (1986) TV Episode .... Grand Viper
- Perfect Strangers - Get a Job (1987) TV Episode (as Louis Arquette) .... Rowdy Hockey Fan #1
- Married... with Children - Where's the Boss? (1987) TV Episode .... Ed
- ALF - Some Enchanted Evening (1987) TV Episode .... Ed Billings
- Big Business (1988) .... Mr. Stokes
- The Great Outdoors (1988) .... Herm
- A Pup Named Scooby-Doo (1988) TV Series (veu) .... Additional Voices
- Popples (1987) TV Series (veu).... Punkster
- Akira (1988) (voice: Streamline Pictures dub) .... The Doctor, Additional voices (as Lewis Lemay)
- Dance 'til Dawn (1988) (TV) .... Pawnbroker
- My First Love (1988) (TV) .... Mark Grossman
- A Very Brady Christmas (1988) (TV) .... Sam/Santa
- Chopper Chicks in Zombietown (1989) .... Xèrif Bugiere ... aka Cycle Sluts (USA)
- Charles in Charge - Buddy's Daddy (1989) TV Episode .... Clarence Lembeck
- Paradise ... aka Guns of Paradise (new title) - A Private War (1989) TV Episode - Ghost Dance (1988) TV Episode
- Quantum Leap - The Right Hand of God - October 24, 1974 (1989) TV Episode .... Father Muldooney
- The Horror Show (1989) .... Lt. Miller ... aka Horror House ... aka House 3 (Australia: video title) ... aka House III: The Horror Show (UK: video title)
- Kiki's Delivery Service (1989) (veu) .... Veus addicionals ... aka Kiki's Delivery Service (USA) ... aka The Witch's Express Mail (literal title)
- Asterix and the Big Fight (1989) (veu) .... Veus addicionals (American dub)
- Camp Candy (1989) TV Series (veu) .... Rex DeForest III
- Dad (1989) (veu)
- Tango & Cash (1989) .... Wyler
- Rock 'n' Roll High School Forever (1990) .... Mr. Cheese
- Syngenor (1990) .... Ethan Valentine
- Tales from the Crypt... aka HBO's Tales from the Crypt - Lower Berth (1990) TV Episode
- Gravedale High (1990) TV Series (veu) ... aka Rick Moranis in Gravedale High (USA: complete title)
- Captain Planet and the Planeteers (1990) TV Series (veu) .... Additional Voices ... aka The New Adventures of Captain Planet (USA: fourth season title)
- Matlock - The Narc (1990) TV Episode .... Commissioner
- Book of Love (1990) .... Mr. Malloy
- Get a Life - Married (1991) TV Episode .... Justice of the Peace
- Morton & Hayes - Society Saps (1991) TV Episode .... Mr. Caldicott
- Encadenadament teva (The Linguini Incident) (1991) .... Texas Joe
- Let's Kill All the Lawyers (1992) .... Antinus
- Double Trouble (1992) .... Tarlow
- L.A. Law - Silence of the Lambskins (1992) TV Episode .... Inspector Dodek
- Beverly Hills, 90210 - Wedding Bell Blues (1992) TV Episode .... Priest
- A Child Lost Forever: The Jerry Sherwood Story (1992) (TV) .... Walter Vinton ... aka A Child Lost Forever (USA: short title)
- Fox Hunt (1993) (VG) .... The Wolf
- Tainted Blood (TV film) (1993) (TV) .... Artie
- L'atac de la dona gegant (Attack of the 50 Ft. Woman) (1993) (TV) .... Mr. Ingersol
- The Flintstones: Wacky Inventions (1994) (V) (veu) .... Prof, Einstone
- Menendez: A Killing in Beverly Hills (1994) (TV) .... Lyle's Jury: Juror #3
- Sleep with Me (1994) .... Minister
- Freddy Pharkas: Frontier Pharmacist (1994) (VG) (veu) .... Whittlin' Willie/P. H. Balance
- Saved by the Bell: The New Class - Back at the Ranch (1994) TV Episode .... Oncle Lester
- SeaQuest DSV ... aka SeaQuest 2032 (USA: new title) - Something in the Air (1995) TV Episode .... Kearny
- Stuart Saves His Family (1995) .... Cemetery official
- Wild Side (1995) .... The Chief
- Seinfeld - The Secret Code (1995) TV Episode .... Leapin' Larry
- No lliguis amb desconeguts (Mojave Moon) (1996) .... Charlie
- Hypernauts (1996) TV Series (veu) .... Horten
- Fox Hunt (1996) .... The Wolf
- Babylon 5 ... aka B5 (USA: promotional abbreviation) - Point of No Return (1996) TV Episode .... General Smits
- Kiss & Tell (1996) .... Detective
- Esperant en Guffman (Waiting for Guffman) (1996) .... Clifford Wooley
- The Real Adventures of Jonny Quest ... aka Jonny Quest: The Real Adventures - The Ballad of Belle Bonnet (1996) TV Episode (veu) .... Civilian/Driver
- Kid Cop (1996) (V) .... Mayor Cosgrove
- Adventures with Barbie: Ocean Discovery (1997) (VG) (veu)
- A River Made to Drown In (1997) .... Vagabond
- Meet Wally Sparks (1997) .... Cardinal
- Murder One: Diary of a Serial Killer (1997) (mini) TV Series
- Spawn (1997) TV Series (veu) .... Additional Voices ... aka Todd McFarlane's Spawn
- Princess Mononoke (1997) (veu) ....veus addicionals
- Life During Wartime (1997) .... Bruce Hudler ... aka The Alarmist (USA: new title)
- The Westing Game (1997) (TV) .... Otis Amber ... aka Get a Clue (USA: video title)
- Sleepwalkers - Pilot (1997) TV Episode
- Scream 2 (1997) .... Chief Lewis Hartley
- Twilight (1998) .... Water Pistol Man
- Almost Heroes (1998) .... Merchant
- Ready to Rumble (2000) .... Fred King
- Best in Show (2000) .... Fern City Show Spectator
- Little Nicky (2000) .... Cardinal
- Escape from Monkey Island (2000) (VG) (veu) .... Freddie
- FreakyLinks - Subject: Me and My Shadow (2001) TV Episode .... Bob Frewer
- Out Cold (2001) .... Herbert 'Papa' Muntz
- As Told by Ginger (2000–01) .... Mr Cilia

### Guionista
- The Lorenzo and Henrietta Music Show (1976) TV Series (guionista)

### Productor
- The Lorenzo and Henrietta Music Show (1976) TV Series (executive producer)

### Ell mateix
- This Is Your Life - Cliff Arquette (1960) TV Episode .... Ell mateix
- The Jonathan Winters Show - Episode dated 3 April 1969 (1969) TV Episode .... Ell mateix